# 8193 Ciaurro
8193 Ciaurro eller 1993 SF är en asteroid i huvudbältet som upptäcktes den 17 september 1993 av Santa Lucia Stroncone-observatoriet i Stroncone. Den är uppkallad efter Ilario Ciaurro.